# 소비에트 연방원수
소비에트 연방원수(러시아어: Маршал Советского Союза 마샬 소베츠코고 소유자[ˈmarʂəl sɐˈvʲɛtskəvə sɐˈjuzə][*])는 소비에트 사회주의 공화국 연방의 육군 최고 계급이다(해군 최고계급은 소비에트 연방함대사령관이고 공군으로서 소비에트 연방원수를 단 사람은 없다). 제2차 세계 대전 종전 이후 이오시프 스탈린이 소비에트 연방대원수로 추대되었지만 이오시프 비사리오노비치 스탈린 소련공산당 서기장 겸 소비에트 사회주의공화국 연방 장관회의 의장이 재가하지 않았기에 소비에트 연방대원수는 공식적으로 존재하는 계급이 아니다.
소비에트 연방원수 계급은 1935년 설치되어 1991년 폐지되었다. 총 41명이 소비에트 연방원수 계급을 달았다. 베리야는 1953년에 계급을 박탈당했고 불가닌은 1958년에 강등당해 39명이 연방원수로 남았다. 스탈린 시대에는 투하쳅스키, 쿨리크의 계급이 박탈되었으나 이오시프 비사리오노비치 스탈린 사후 1957년에 복권되었다. 서방의 5성장군(OF10)과 동격이다. 2020년 12월 8일에 생존했던 최후의 소비에트 연방원수 예브게니 샤포시니코프 전 소비에트 사회주의 공화국 연방 국방부 장관이 모스크바에서 지병으로 향년 96세를 일기로 서거함으로써 이제 소비에트 연방원수 중 생존자는 단 1명도 없게 되었으며, 이제 역사 속으로 사라진 군사계급 중의 하나로 남게 되었다.
| 소련군 계급               |                                             |                                                       |
| 육군대장 (Генерал армии)) | 소비에트 연방원수 (Маршал Советского Союза) | 소비에트 연방대원수 (Генералиссимус Советского Союза) |
| 상원수 (Главный ма́ршал)   | 소비에트 연방원수 (Маршал Советского Союза) | 소비에트 연방대원수 (Генералиссимус Советского Союза) |

## 역대 소비에트 연방원수 목록
| 성명                               | 생몰          | 원수 진급        | 병과       |
| ---------------------------------- | ------------- | ---------------- | ---------- |
| 클리멘트 예프레모비치 보로실로프   | 1881년–1969년 | 1935년 11월 20일 | 육군       |
| 미하일 니콜라예비치 투하쳅스키     | 1893년–1937년 | 1935년 11월 20일 | 육군       |
| 알렉산드르 일리치 예고로프         | 1883년–1939년 | 1935년 11월 20일 | 육군       |
| 세묜 미하일로비치 부됸니           | 1883년–1973년 | 1935년 11월 20일 | 육군       |
| 바실리 콘스탄티노비치 블류헤르     | 1890년–1938년 | 1935년 11월 20일 | 육군       |
| 세미욘 콘스탄티노비치 티모셴코     | 1895년–1970년 | 1940년 5월       | 육군       |
| 그리고리 이바노비치 쿨리크         | 1890년–1950년 | 1940년 5월       | 육군       |
| 보리스 미하일로비치 샤포슈니코프   | 1882년–1945년 | 1940년 5월       | 육군       |
| 게오르기 콘스탄티노비치 주코프     | 1896년–1974년 | 1943년 1월       | 육군       |
| 알렉산드르 미하일로비치 바실렙스키 | 1895년–1977년 | 1943년 2월       | 육군       |
| 이오시프 비사리오노비치 스탈린     | 1878년–1953년 | 1943년 3월       | 정치장교   |
| 이반 스테파노비치 코네프           | 1897년–1973년 | 1944년 2월       | 육군       |
| 레오니트 알렉산드로비치 고보로프   | 1897년–1955년 | 1944년 6월 18일  | 육군       |
| 콘스탄틴 콘스탄티노비치 로코솝스키 | 1896년–1968년 | 1944년 6월 29일  | 육군       |
| 로디온 야코블레비치 말리놉스키     | 1898년–1967년 | 1944년 9월 10일  | 육군       |
| 표도르 이바노비치 톨부힌           | 1894년–1949년 | 1944년 9월 12일  | 육군       |
| 키릴 아파나시예비치 메레츠코프     | 1897년–1968년 | 1944년 10월      | 육군       |
| 라브렌티 파블로비치 베리야         | 1899년–1953년 | 1945년 7월       | 정보경찰   |
| 바실리 다닐로비치 소콜롭스키       | 1897년–1968년 | 1946년 7월       | 육군       |
| 니콜라이 알렉산드로비치 불가닌     | 1895년–1975년 | 1947년 11월      | 정치장교   |
| 이반 흐리스토포비치 바그라먄       | 1897년–1982년 | 1955년 3월       | 육군       |
| 세르게이 세묘노비치 비류조프       | 1904년–1964년 | 1955년 3월       | 전략로켓군 |
| 안드레이 안토노비치 그레치코       | 1903년–1976년 | 1955년 3월       | 육군       |
| 안드레이 이바노비치 예료멘코       | 1892년–1970년 | 1955년 3월       | 육군       |
| 키릴 세묘노비치 모스칼렌코         | 1902년–1985년 | 1955년 3월       | 육군       |
| 바실리 이바노비치 추이코프         | 1900년–1982년 | 1955년 3월       | 육군       |
| 마트베이 바실레비치 자하로프       | 1898년–1972년 | 1959년 3월       | 육군       |
| 필리프 이바노비치 골리코프         | 1900년–1980년 | 1961년 5월       | 육군       |
| 니콜라이 이바노비치 크릴로프       | 1903년–1972년 | 1962년 5월       | 전략로켓군 |
| 이반 이그나티예비치 야쿠봅스키     | 1912년–1976년 | 1967년 4월       | 육군       |
| 파벨 표도로비치 바티츠키           | 1910년–1984년 | 1968년 4월       | 방공군     |
| 표트르 키릴로비치 코셰보이         | 1904년–1976년 | 1968년 4월       | 육군       |
| 레오니트 일리치 브레즈네프         | 1906년–1982년 | 1976년 5월       | 정치장교   |
| 드미트리 표도로비치 우스티노프     | 1908년–1984년 | 1976년 7월       | 방위산업   |
| 빅토르 게오르기예비치 쿨리코프     | 1921년–2013년 | 1977년 1월 14일  | 육군       |
| 니콜라이 바실리예비치 오가르코프   | 1917년–1994년 | 1977년 1월 14일  | 육군       |
| 세르게이 레오니도비치 소콜로프     | 1911년–2012년 | 1978년 2월 17일  | 육군       |
| 세르게이 표도로비치 아흐로메예프   | 1923년–1991년 | 1983년 3월 25일  | 육군       |
| 세묜 콘스탄티노비치 쿠르콧킨       | 1917년–1990년 | 1983년 3월 25일  | 육군       |
| 바실리 이바노비치 페트로프         | 1917년–2014년 | 1983년 3월 25일  | 육군       |
| 드미트리 티모페예비치 야조프       | 1924년–2020년 | 1990년 4월 28일  | 육군       |

## 계급장

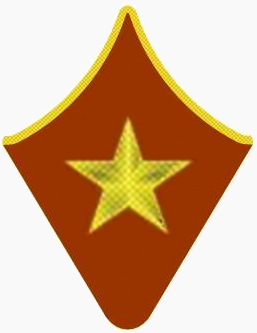
금장 1935년 ~ 1940년
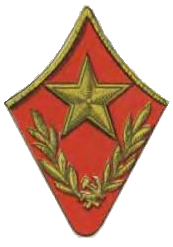
금장 1940년 ~ 1943년
수장 1940년 ~ 1943년
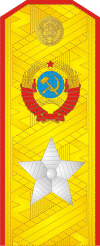
견장 1953년 ~ 1955년
견장 1955년 ~ 1991년
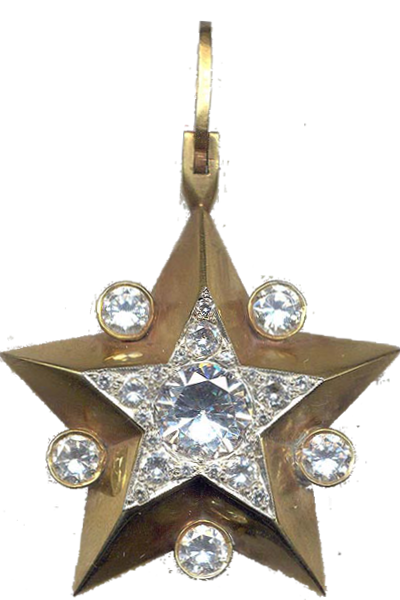
성장 1940년 ~ 1991년

## 같이 보기
- 소련군 계급 및 표장
- 병과원수